# 大気波
大気波（たいきは、英語: atmospheric wave）は、大気中に発生する波の総称である。気圧、重力ポテンシャル、気温、風速など、さまざまな要素により定義される。周期的な波（定常波）もあれば、非周期的な波もある。

## 発生メカニズムとその効果
大気波を発生させる原因はさまざまであるが、一般的には重力波の一種であり、熱的な不平衡や動的な効果によって生じるとされる。熱的な不平衡による大気波は小規模であるが、時に大規模なものになることがある。
力学的な見方をすれば、大気波は消滅時に周囲の大気に運動量を受け渡すため、元の大気の流れから他の大気の流れへと、運動量を運搬する役割を持つ。
成層圏では、ロスビー波としても知られ、運動量を運搬することによって成層圏突然昇温や成層圏準2年周期振動(QBO)が発生する。
数学において大気波を表現する際には、球面調和関数を用いる。

## 気象現象における大気波の重要性
20世紀初頭には、高層気象観測によってロスビー波などの大気波が発見されていた。当初は、あくまで高層大気の現象であって地上の気象に与える影響はほとんど無いと考えられていた。しかし研究の進展に伴い、総観スケールや惑星スケールの気象現象に影響を与えている、というよりも支配していることが分かってきた。
1年周期である成層圏偏東風・偏西風の波動は、ブリューワー・ドブソン循環とともに成層圏の風系を形作っている。ロスビー波は対流圏上部のジェット気流の流路を左右する大きな因子である。
また、対流圏から成層圏や中間圏へと（鉛直方向に）伝播する重力波のうちで規模が大きなものや、ロスビー波の一部は、中層大気の循環場に擾乱をもたらし、これが間接的に、いわゆる異常気象の原因となることがある。
1960年代以降の研究によってこういった重要性が明らかとなり、1980年代以降はこれを方程式に組み入れて再現するためのモデル化の試みが始まった。近年では、実際の予報に用いられる数値予報モデルにも一部用いられているものがあるが、まだ解明されていないものも多く、さらなる研究が現在も進められている分野である。

## 大気波の種類
中立な波動（それ自身では増幅しない波）
- 音波
- 重力波
  - 慣性重力波（英語版）
  - 外部重力波
  - 内部重力波
  - 山岳波
  - 潮汐波
  - ケルビン波
- ロスビー波
  - 定常ロスビー波
  - 地形性ロスビー波
  - （プラネタリー波）
- 赤道波
  - 慣性重力波
  - ケルビン波
  - ロスビー波
  - 混合ロスビー重力波

不安定波
- 傾圧不安定波